# بیلی کاول
بیلی کاول (انگلیسی: Billy Cowell؛ زادهٔ ۷ دسامبر ۱۹۰۲) بازیکن فوتبال اهل بریتانیا است.
از باشگاه‌هایی که در آن بازی کرده‌است می‌توان به باشگاه فوتبال هادرزفیلد تاون، باشگاه فوتبال هارتل پول یونایتد، و باشگاه فوتبال گریمزبی تاون اشاره کرد.